# Dienstonderscheiding voor de Landweer (Mecklenburg-Strelitz)
De Dienstonderscheiding voor de Landweer (Duits: Dienstauszeichnung der Landwehr) van het groothertogdom Mecklenburg-Strelitz was een in twee graden verleende onderscheiding voor vrijwilligers in de Landweer, een reserveleger, die van 1875 tot 1924 werd toegekend. De onderscheiding werd in 1875 door groothertog Frederik Willem van Mecklenburg-Strelitz ingesteld en in 1913 door zijn kleinzoon groothertog Adolf Frederik V gewijzigd.
Na de val van de Mecklenburgse monarchie in november 1918 hielden de ridderorden en onderscheidingen van de groothertogdommen op te bestaan. Toch moesten er ook daarna nog militaire jubilea worden herdacht in wat restte van de regimenten. Daarom werden de medailles voor de Landweer nog tot 1924 gebruikt.
In de jaren 1875 tot 1913 was het een gesp op een klein stukje purperrood lint met blauw-gele bies, in Duitsland een "Schnalle" genoemd. Op het lint is tussen twee kruisen het Groothertogelijke monogram "F.W" met gele zijde in sierlijke Gotische letters geborduurd. De eenvoudige rechthoekige gesp is van zwartgemaakt ijzer. Tussen 1913 en 1924 was het een koperen medaille die aan hetzelfde lint op de borst werd gedragen.
De gesp werd ook als miniatuur gedragen.
Op 25 juli 1913 werd een decreet ter hervorming van de dienstonderscheidingen voorgelegd aan groothertog Adolf Frederik V. De gesp werd afgeschaft en vervangen door een medaille. De criteria voor toekenning bleven gelijk; onderofficieren en soldaten die hun plicht in de Landweer deden en deelnamen aan een veldtocht en zij die onder bijzondere omstandigheden drie maanden voor dienst in de rereve van het leger en de Landweer waren opgeroepen kwamen voor decoratie in aanmerking.
De ronde koperen medaille weegt 8½ gram en heeft een diameter van 25 millimeter. Sommige medailles zijn verguld, dat kan op verzoek van de gedecoreerde zelf zijn gedaan.
Op de voorzijde staat het sierlijke gekroonde groothertogelijke monogram "AF" met het rondschrift "Treue Dienste Reserve Landwehr". Op de keerzijde staat het gekroonde wapen van Mecklenburg-Streliz met de tekst "Landwehr Dienstauszeichnung II.Klasse".
Tussen 1874 en 1924 bestond ook in het naburige Mecklenburg-Schwerin een soortgelijke gesp voor de Landweer met op het lint het monogram "FF.II". Ook deze schnalle werd door een medaille vervangen. Zie: Dienstonderscheiding voor de Landweer (Mecklenburg-Schwerin)